# Stortjärnen (Hammerdals socken, Jämtland, 706788-147259)
Stortjärnen är en sjö i Strömsunds kommun i Jämtland och ingår i Indalsälvens huvudavrinningsområde.